# Stückberg
Der Stückberg ist ein 808,6 m ü. NHN hoher Berg des Oberpfälzer Waldes im Gemeindegebiet Eslarns im Oberpfälzer Landkreis Neustadt an der Waldnaab, Bayern. Er liegt westlich der Staatsstraße 2154 von Schönsee nach Eslarn.
Auf seinem Gipfel steht der 1974 errichtete 32 m hohe Stückbergturm, ein Aussichtsturm mit Rundblick auf die ausgedehnten Wälder der Umgebung. Ausgangspunkt für eine etwa einstündige Wanderung zum Stückberggipfel ist der Parkplatz am Wildpark Eslarn an der Staatsstraße 2154 ungefähr 5 km nördlich von Schönsee. Auf der gipfelnahen Südflanke des Berges befindet sich die Felsformation Stückstein, die als Naturdenkmal ausgewiesen ist.